# Batalha de Alapan
A Batalha de Alapan foi travada em 28 de maio de 1898, e foi a primeira vitória militar de Emilio Aguinaldo após seu retorno às Filipinas de Hong Kong.

## A batalha
Combates violentos eclodiram às 10:00 da manhã e duraram até as 3:00 da tarde de 28 de maio de 1898.